# BTR–D
A BTR–D (oroszul: БТР–Д) szovjet páncélozott szállító deszantjármű. A BMD–1 páncélozott deszantharcjárművön alapul. 1974-től gyártotta a Volgográdi Traktorgyár (VgTZ). A Szovjet Hadsereg légideszant-csapatainál használták, 1991-től több szovjet utódállam hadseregében áll szolgálatban.

## Története
A Szovjet Hadsereg légideszant-csapatainál 1969-ben rendszeresítették a BMD–1 légideszant-harcjárművet. Ennél a járműnél azonban a deszanttér jelentős részét a torony foglalta el, így a BMD–1 a háromfős kezelőszemélyzeten túl csak négyfős deszantot szállíthatott. Ennek kiküszöbölésére a Volgográdi Traktorgyár tervezőirodájában Arkagyij Sabalin főkonstruktőr vezetésével kifejlesztettek a BMD–1 alapjain egy kifejezetten szállító feladatkörre szánt légideszant-járművet. Ezt a szovjet légideszant-csapatok 119. légideszant-ezrednél tesztelték. A BTR–D jelzést kapott járműnél eltávolították a tornyot, a páncéltest középső részét teljes egészében deszanttérré alakították, ahol 10 főt szállíthatott. A jármű légi szállítású, a repülőgépből a BMD–1-hez hasonlóan ejtőernyővel ledobható.
Sorozatgyártása 1974-ben kezdődött el a Volgográdi Traktorgyárban és még abban az évben rendszeresítették a Szovjet Hadseregben. Az alapváltozat mellett készült egy páncéltörő rakétával felszerelt páncélvadász változata, a BTR–RD Robot, valamint egy légvédelmi változat, a BTR–ZD. Ezeken túl számos speciális jármű alvázaként is felhasználták. A BTR–D-t alapként használva készült műszaki-mentő jármű, tüzérségi tűzvezető jármű, parancsnoki jármű, és egyebek mellett önjáró aknavető is.
A Szovjet Hadsereg légideszant-csapatainál hadosztályonként 69 darabot rendszeresítettek. Emellett a légideszant-ezredek páncéltörő ütegeinél 6 BTR–RD változatú jármű üzemelt. 
Csak a Szovjetunióban használták, külföldre soha sem exportálták. Harci körülmények között az afganisztáni háborúban vetették be először, ahol a nagy nyilvánosság előtt először volt látható ez a jármű. Később az első és második csecsen háborúban vetették be. Az orosz békefenntartó csapatok használták Boszniában az IFOR, és Koszovóban a KFOR kötelékében. A járművet alkalmazták a posztszovjet térség egyes helyi konfliktusaiban (pl. Dél-Oszétia, Abházia) is, és a kelet-ukrajnai háborúban is szerepet kapott.
1990-ben a Szovjet Hadseregben 769 darab állt rendszerben. A Szovjetunió felbomlása után egyes utódállamoknál szolgálatban maradt és még a 2010-as években is szolgálatban volt. A legtöbb, kb. 700 darab Oroszországban áll rendszerben, Ukrajnában 44 darabot, Üzbegisztánban 50 db-t, Belaruszban 22 db-ot, Azerbajdzsánban 11 db-ot, Moldovában 9 db-ot használtak 2008-as állapot szerint.

## Jellemzői
A BTR–D konstrukciója a BMD–1-en alapul, így a páncéltest és a berendezések jelentős mértékben megegyeznek. A legfőbb különbség a BTR–D-nél a torony hiánya, így a fegyverzete mindössze két darab 7,62 mm-es PKT géppuskából áll, amelyek a jármű orr részében, annak két szélén egy gömbcsuklós lőrésben helyezkednek el. A géppuskákat a jármű elején helyet foglaló lövész és a parancsnok kezeli. A célzásra és a terep megfigyelésére mindkét géppuskánál egy-egy TNPP–220 figyelőműszer áll rendelkezésre, amely a géppuskával együtt mozgatható. A géppuskák lőszer javadalmazása egyenként ezer darab.
Az ABT–101 alumíniumötvözetből készített páncéltestet a BMD–1-hez képest 60 cm-el meghosszabbították. Emiatt a futóművet is módosították, a jármű az öt helyett így oldalanként hat futógörgőt kapott, és a láncvezető görgők száma is eggyel növekedett. A jármű középső részén a tetőpáncélt  is magasabbra helyezték, ezáltal a deszanttér nagyobb belmagassága a szállított katonák kényelmesebb elhelyezését tette lehetővé. A tetőlemezen két búvónyílást is kialakítottak. A jármű személyzete három fő (parancsnok, vezető és géppuskás lövész), a deszanttérben 10 főt szállíthat. A deszanttér mindkét oldalán, valamint a jármű közepén, a motor fölött elhelyezett deszantajtón lőrést helyeztek el, amelynek a gömbcsuklójába RPK–74 golyószórót lehet rögzíteni. A berendezések, a motor és a hajtómű ugyanazok, mint a BMD–1-nél. A repülőgépből történő ledobásnál az MKSZ–350–09 ejtőernyő-rendszert használják. A jármű  An–12, An–22, Il–76, An–124 teherszállító repülőgépeken és Mi–6, Mi–26 helikoptereken szállítható.

## Típusváltozatok

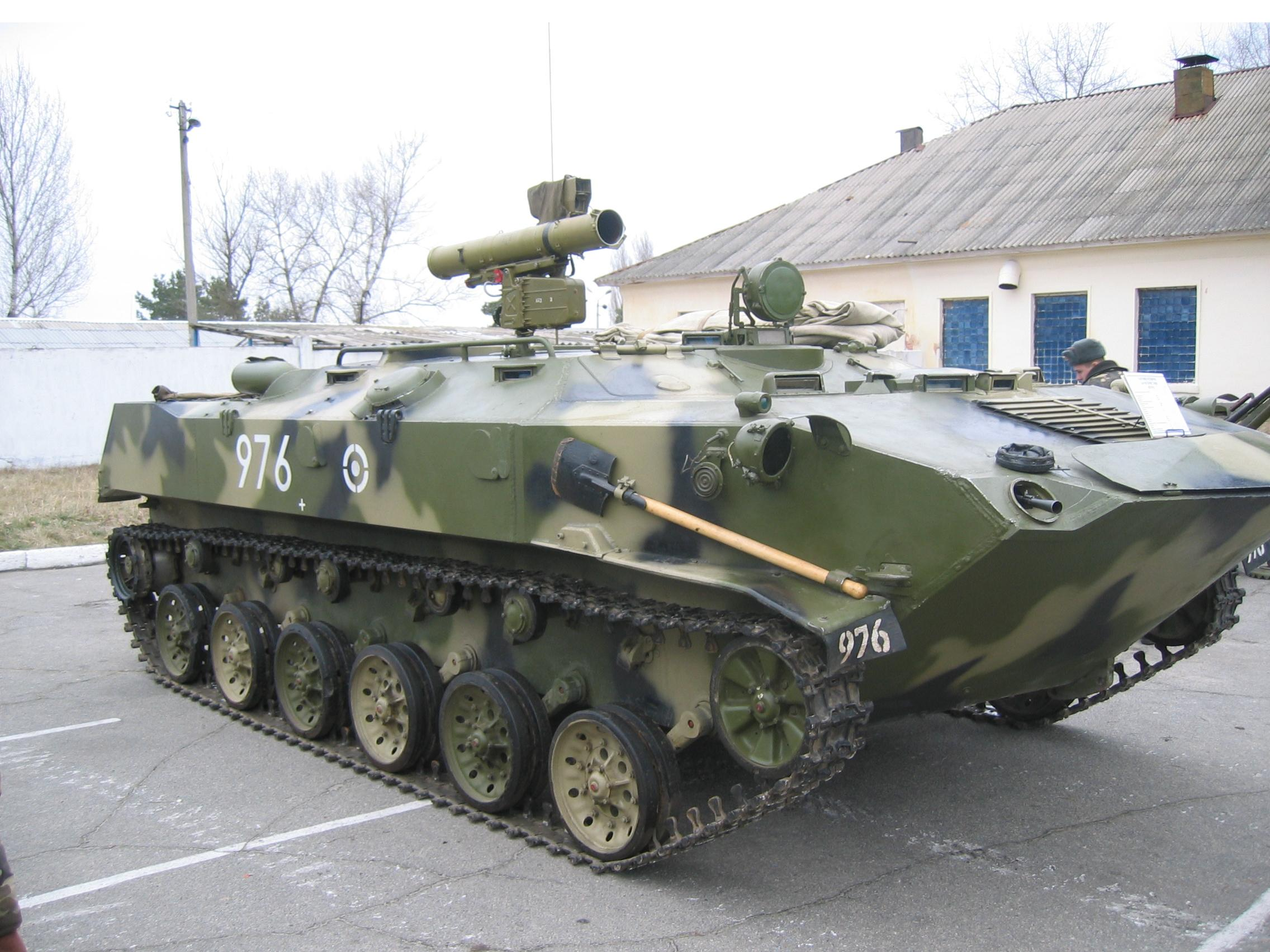
Páncéltörő rakétával felszerelt ukrán BTR–RD

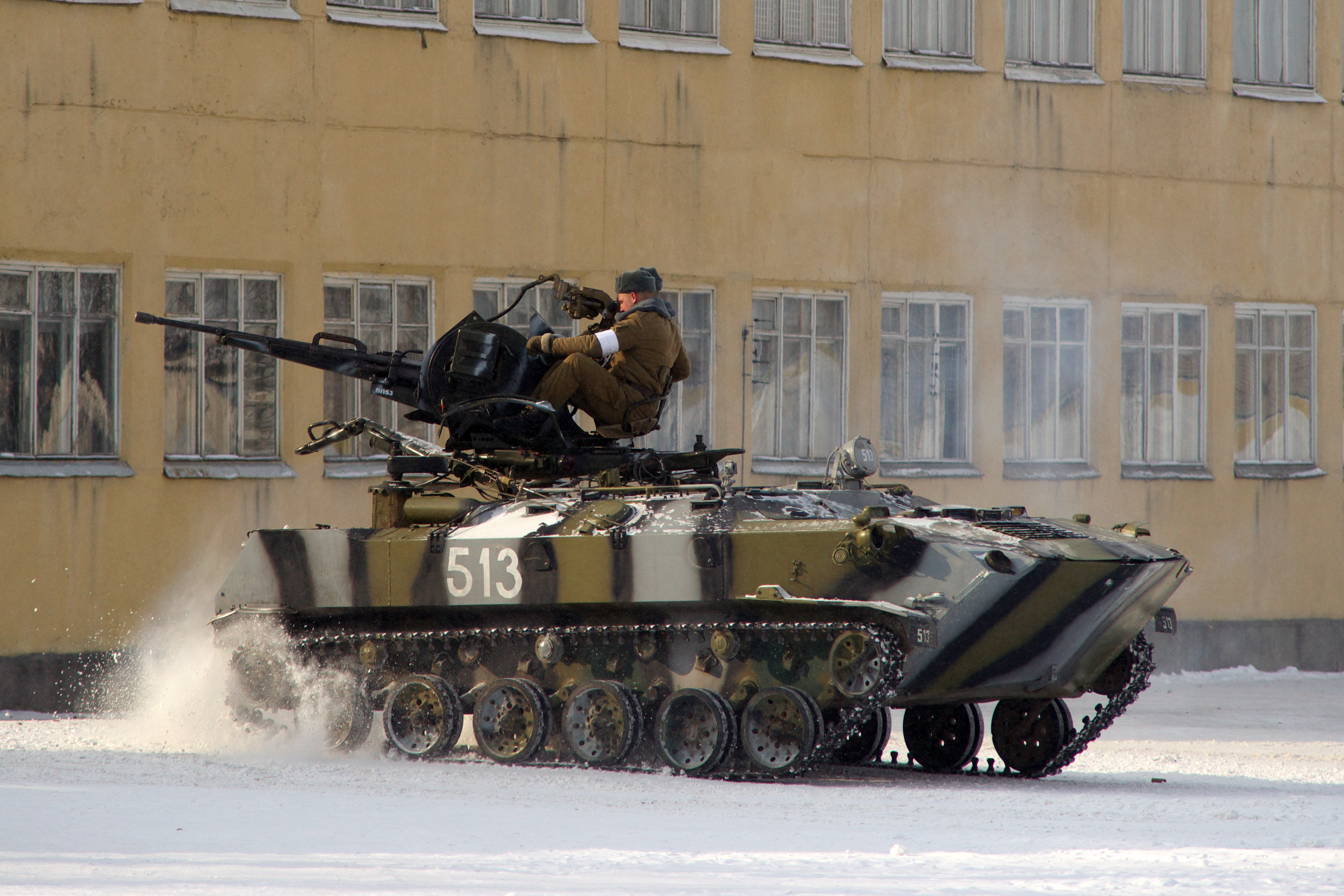
Belarusz BTR–ZD ZU–23 légvédelmi gépágyúval

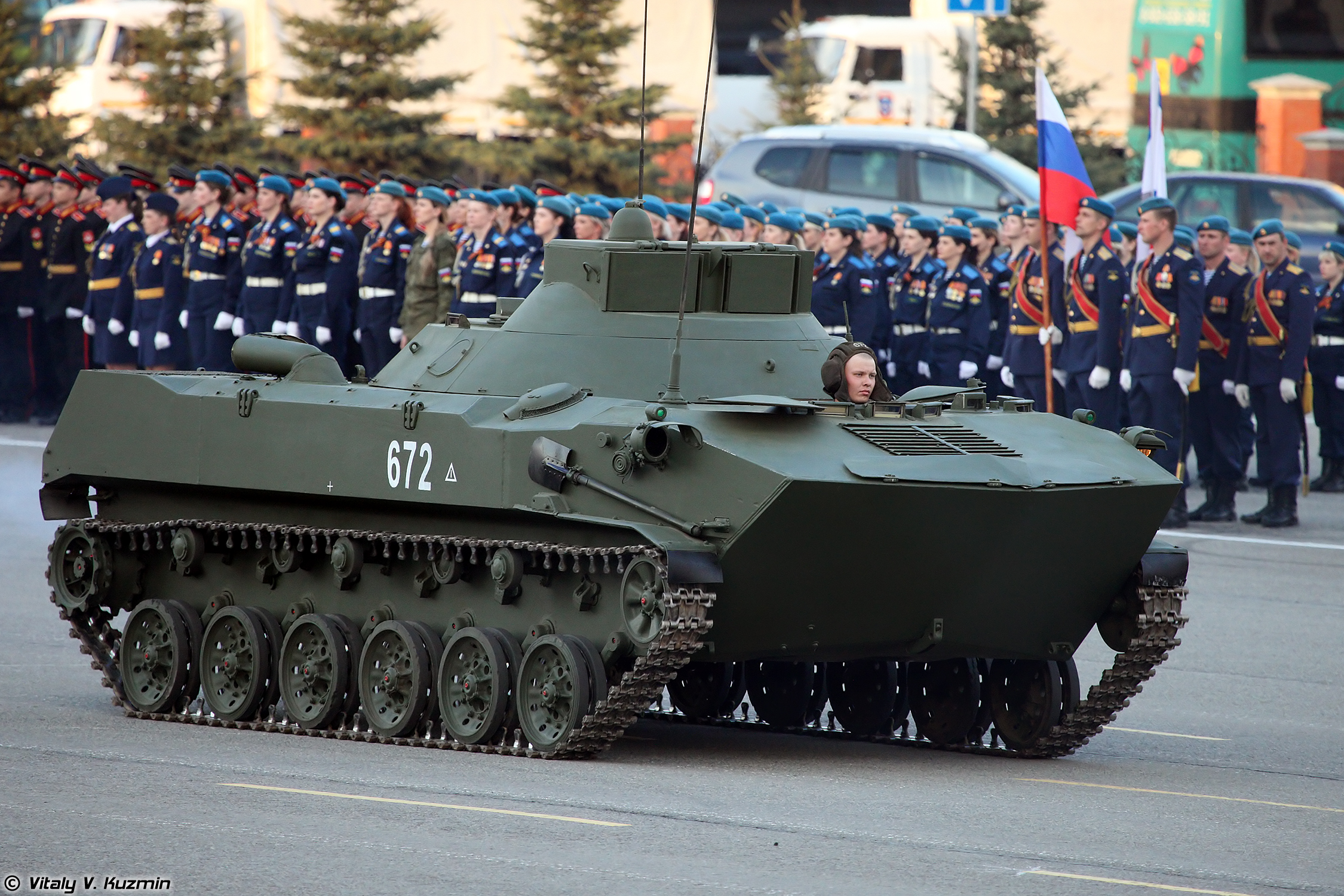
Az 1V119 Reosztat tüzérségi felderítő és tűzvezető jármű

### Alapváltozatok
- BTR–RD Robot – Páncéltörő rakétával felszerelt páncéltörő változat. 1979-ben rendszeresítették. A járművet 9P135M típusú rakétaindító berendezéssel szerelték fel, amelyből 9M113 Konkursz páncéltörő rakéta indítható. Egyes példányait 9P135M–1 indítóberendezéssel látták el, amelyek 9M111 Fagot páncéltörő rakéta indítására alkalmasak. Az önjáró páncéltörő rendszereket a légideszant-ezredek páncéltörő egységeinél alkalmazzák, ütegenként hat járművel. Kornyet–E páncéltörő rakétával felszerelt BTR–D is ismert.[1]
- BTR–ZD Szkrezset – Légvédelmi fegyverzettel ellátott önjáró légvédelmi rendszer. 1984-ben fejlesztették ki. Egyik változatánál a jármű tetejére a légideszant-csapatok alapvető légvédelmi fegyverét, a ZU–23–2 vontatott, kétcsövű, 23 mm-es  légvédelmi gépágyút rögzítették lafettával (=ágyútalp) együtt. A légideszant-csapatoknál a ZU–23 vontatására alapvetően a GAZ–66-os tehergépkocsit használták. A csapatoknál azonban a hatékonyabb alkalmazás érdekében elkezdték a járműre rögzítve használni a gépágyút. A rögzítést acél kábelekkel oldották meg.[2] A fegyverzet elhelyezése és a rögzítés módja sem egységes.  Az önjáró légvédelmi deszantjármű másik változata csak Sztrela–3 vagy Igla hordozható légvédelmi rakétát szállít.

### Speciális változatok
- 1V119 Reosztat – Tüzérségi felderítő és tűzvezető jármű, amelyet 1982-ben rendszeresítettek a légideszant-csapatok és a tengerészgyalogság 2SZ9 Nona-SZ önjáró löveggel felszerelt alegységeinél. A járművet a földi célok felderítésére alkalmas, 14 km hatótávolságú felderítő rádiólokátorral és egy 8 km-ig használható lézeres távmérővel látták el. Ezeket a páncéltest tetején található toronyba építették be. A jármű emellett nappali és éjszakai figyelőműszerrel, helymeghatározó rendszerrel, a tűzvezetési feladatokhoz fedélzeti számítógéppel, két R–123 és egy R–107 rádióállomással rendelkezik. A beépített géppuskán kívül fegyverzetét hordozható légvédelmi rakéta, páncéltörő rakéta vagy automata gránátvető képezi.
- BREM–D – Műszaki-mentő deszantjármű. A légideszant-csapatok javító alegységei számára készített páncélozott jármű, amelyet daruval és csörlővel láttak el. 1989-ben rendszeresítették kis mennyiségben.
- 2SZ9 Nona–SZ – Légi szállítású és repülőgépről ledobható önjáró tüzérségi löveg, amely egy 120 mm-es automata aknavetővel rendelkezik. A légideszant-csapatok közvetlen tűztámogatására szolgál. Az 1970-es évek második felében fejlesztették ki. Sorozatgyártása 1979-ben kezdődött, 1981-ben rendszeresítették.
- 2SZ2 Fialka – 122 mm-es önjáró löveg, amelyet az 1970-es évek elején fejlesztettek ki. Csak prototípus szintjén maradt, 3 darab készült el. Az önjáró löveget a deszantcsapatok tüzérségi támogatására szánták. A járműbe a 2SZ1 Gvozgyika önjáró lövegnél is alkalmazott D–32 tarackágyút építették. A páncélozott alváz futóműve azonban gyengének bizonyult a nagy méretű löveg visszarúgásához, ezért a kísérletekkel felhagytak.
- BMD–1KS Szoroka – Ezred vagy dandár szintű parancsnoki jármű. Két R–123, két R–111, egy R–130 rádióállomással, valamint rejtjelző berendezéssel van felszerelve. KSM–D jelzéssel is ismert.
- BMD–1R Szinyica – híradós deszantjármű, amelyet az ezred- és hadosztályszintű kommunikációban használnak. A járművet R–161A2M rádióállomással szerelték fel.
- Csetra 925G Trofi – Polgári célú, nagy terepjáró képességű, főként havas, mocsaras területekre szánt lánctalpas szállító jármű, amelyet a Csebokszári Traktorgyár (Csetra) készített a BTR–D alapjain.